# Camperol de Madagascar
El camperol de Madagascar (Bradypterus seebohmi; syn: Amphilais seebohmi) és una espècie d'ocell de la família dels locustèl·lids (Locustellidae). Habita praderies humides i arbusts a prop de l'aigua a les zones muntanyenques del nord i est de Madagascar. El seu estat de conservació es considera de risc mínim.

## Taxonomia
Segons la llista mundial d'ocells del Congrés Ornitològic Internacional (versió 13.2, agost 2023) aquest tàxon està classificat en el gènere Bradypterus. Tanmateix, altres obres taxonòmiques, com el Handook of the Birds of the World i la quarta versió de la BirdLife International Checklist of the birds of the world (Desembre 2019), el classifiquen com a única espècie del gènere Amphilais.